# Svein Thøgersen
Svein Thøgersen (Sarpsborg, 23 juni 1946) was een Noors roeier. Hij maakte zijn Olympisch debuut op de Olympische Zomerspelen 1972 in de dubbel-twee, samen met Frank Hansen won hij de zilveren medaille. Een jaar eerder behaalde hij hetzelfde resultaat op het Europees kampioenschap.

## Resultaten
- Europees Kampioenschap roeien 1971 in Kopenhagen  in de dubbel-twee
- Olympische Zomerspelen 1972 in München  in de dubbel-twee